# Tháp Jindřišská
Tháp Jindřišská (tiếng Séc: Jindřišská věž, tên gọi khác: Tháp Henry, hay Tháp Heinrich) là một tháp chuông lịch sử nổi tiếng ở Praha, tọa lạc ở phố Jindřišská, Phố mới, Cộng hòa Séc. Công trình này được đặt theo tên của Hoàng đế Heinrich II của Thánh chế La Mã và có tên trong danh sách các di tích văn hóa cấp quốc gia. Tháp Jindřišská có chiều cao là 65,7 mét. Đây cũng là tháp chuông đứng độc lập cao nhất ở Praha.

## Lịch sử
Trong giai đoạn 1472 - 1476, tháp Jindřišská được xây dựng ở một vị trí độc lập ngay giữa phố Jindřišská, gần nhà thờ St. Henry và St. Kunhuta. Trong tháp có 10 quả chuông. Trong đó, quả chuông lâu đời nhất tên là Maria, được đúc vào năm 1518 và nặng 723 kg. Quả chuông lớn nhất tên là Henry với cân nặng 3350 kg.
Trong giai đoạn 1876 - 1879, tháp Jindřišská được trùng tu và xây dựng lại theo phong cách tân Gothic dựa theo thiết kế của kiến trúc sư người Séc Josef Mocker. Sau đó, tòa tháp tiếp tục được tái thiết nhiều lần vào thế kỷ 20 vào năm 2001. Từ năm 2002, tòa tháp được phép mở cửa để đón công chúng tham quan. Hiện nay, tháp Jindřišská có tất cả 10 tầng với một số nhà hàng, quán cà phê, và một phòng trưng bày triển lãm. Tầng 10 của tháp cũng là điểm dừng chân để ngắm nhìn toàn cảnh Praha, thủ đô lịch sử của Cộng hòa Séc.